# NK Jajce
NK Metalleghe-BSI je bosanskohercegovački nogometni klub iz Jajca.

## Povijest kluba
Klub je osnovan 6. kolovoza 2009. godine pod imenom Maestral '95. Ime je dobio po operaciji u  proteklom ratu kojom je oslobođena općina i grad Jajce 1995. godine. Prvi predsjednik je Nikola Bilić. Maestral '95 je svoju prvu utakmicu odigrao na stadionu Mračaj u Jajcu protiv, također novoosnovanog kluba, SNK Jajce (0:2). Sezone 2009./2010. imali su prvu inačicu grba. Sezone 2010./11. dobili su današnju inačicu grba, s razlikom da je u zaglavlju stajalo ime Maestral '95. Od 14. lipnja 2011. godine klub je promijenio ime, a u zaglavlju grba je došlo novo ime Metalleghe-BSI.
NK Maestral '95 se nakon osnutka natjecao u 2. županijskoj ligi ŽSB, zatim je igrao u 1. županijskoj ligi ŽSB koju su uvjerljivo ovojili u sezoni 2010./11. s deset bodova viška u odnosu na drugoplasirane Kaćune. Od sezone 2011./12. se natječu u Drugoj ligi FBiH – Zapad. U premijernoj drugoligaškoj sezoni osvojili su treće mjesto. Od sezone 2011./12. iz sponzorskih razloga nose ime NK Maestral BSI. U sezoni 2013./14. ostvaruju plasman u Prvu ligu FBiH što donosi novu promjenu imena u NK Metalleghe-BSI. U sezoni 2015./16. osvajaju Prvu ligu FBiH i ostvaruju plasman u Premijer ligu BiH. Iste sezone kao pretpostljednja momčad ispadaju iz Premijer lige. Sljedeće tri sezone završavaju u sredini prvoligaške tablice. Zbog financijskih problema generalnog sponzora odustaju od natjecanja u Prvoj ligi FBiH nakon sezone 2019./20. te se nastavljaju natjecati u 1. županijskoj ligi ŽSB, četvrtom rangu natjecanja.
Prije početka sezone 2021./22. klub ponovno mijenja ime u NK Jajce.
U sezonama 2013./14. i 2014./15. Metalleghe je imao drugu (B) momčad koja se natjecala u 2. županijskoj nogometnoj ligi ŽSB.

## Poznati igrači i treneri
- Ivan Tankuljić, mladi hrvatski reprezentativac[5][6]
- Mato Neretljak

## Vanjske poveznice
- Službene stranice kluba
- Weltfussball  Arhivirana inačica izvorne stranice od 9. svibnja 2019. (Wayback Machine)